# Cikalong (Cikalong)
Cikalong is een bestuurslaag in het regentschap Tasikmalaya van de provincie West-Java, Indonesië. Cikalong telt 7770 inwoners (volkstelling 2010).